# Eleutherodactylus leprus
Eleutherodactylus leprus är en groddjursart som först beskrevs av Cope 1879.  Eleutherodactylus leprus ingår i släktet Eleutherodactylus och familjen Eleutherodactylidae. IUCN kategoriserar arten globalt som sårbar. Inga underarter finns listade i Catalogue of Life.